# Хейце
Хейце (венг. Hejce) — село в медье Боршод-Абауй-Земплен в Венгрии. Расположено в 60 километрах к северо-востоку от Мишкольца, у западного подножия горного массива Земплен.

## История

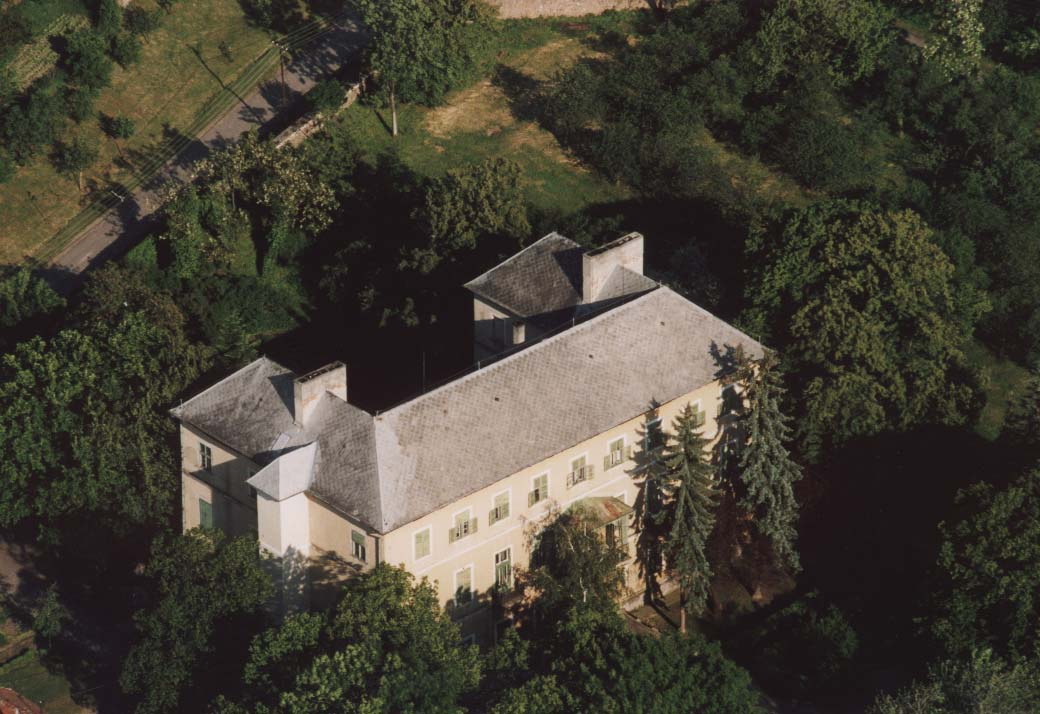
Дворец Хейце.

Хейце — одно из самых старых поселений Венгрии. Есть сведения, что уже в 1009 году Иштван I Святой подарил село эгерской епархии. В XV веке в восточной конце села поселились гуситы. Эту часть села все ещё называют «Csehország» (Чехия). В это время Хейце уже местечко.
В XVIII веке граф Карой Эстерхази, епископ Эгера, построил дворец.
16 января 2006 года 42 словацких военнослужащих, среди них 28 миротворцев миссии KFOR в Косове, погибли вблизи села в авиакатастрофе. Только один из них остался в живых. Через год словацкий министр обороны наградил всех жителей села за самоотверженные действия в ходе спасательных работ. В память о жертвах воздвигнут памятник на месте аварии.

## Население
| Год  | Численность | Численность |
| ---- | ----------- | ----------- |
| 2013 | 235         | [ 2 ]       |
| 2014 | 232         | [ 3 ]       |
| 2015 | 232         | [ 4 ]       |
| 2021 | 214         | [ 5 ]       |
| 2022 | 192         | [ 6 ]       |
| 2023 | 219         | [ 7 ]       |
| 2024 | 209         | [ 1 ]       |

По статистическим данным 2001 года, в Хейце живут только венгры.

## Близлежащие посёлки
Гёнцруска (7 км), Виллмань (4 км), самый близлежащий город — Гёнц (12 км).